# Justin (historiker)
 Denne artikel omhandler den romerske historiker. For andre betydninger af Justin(us), se Justinus.
 For alternative betydninger, se Justin. (Se også artikler, som begynder med Justin)
Justin (Marcus Junianius Justinus) var en romersk historiker, der menes at have levet i 300-tallet.
Om Justins liv vides intet. Det eneste vi kender til ham, er hans samling af epitomer af historikeren Pompejus Trogus' værk Historiae pillippicae et totius mundi origines et terrae situs, der levede på Augustus' og Tiberius' tid.
Pompejus Trogus' værk er gået tabt og findes kun i Justins forkortelse. Justin blev meget populær i Middelalderen, og der findes mange middelalderhåndskrifter af hans værk, bl.a. er der på Det Kongelige Bibliotek et, der har tilhørt Absalon.

## Eksterne Henvisninger
- Engelsk oversættelse af Justins værk